# Csárdás (Monti)

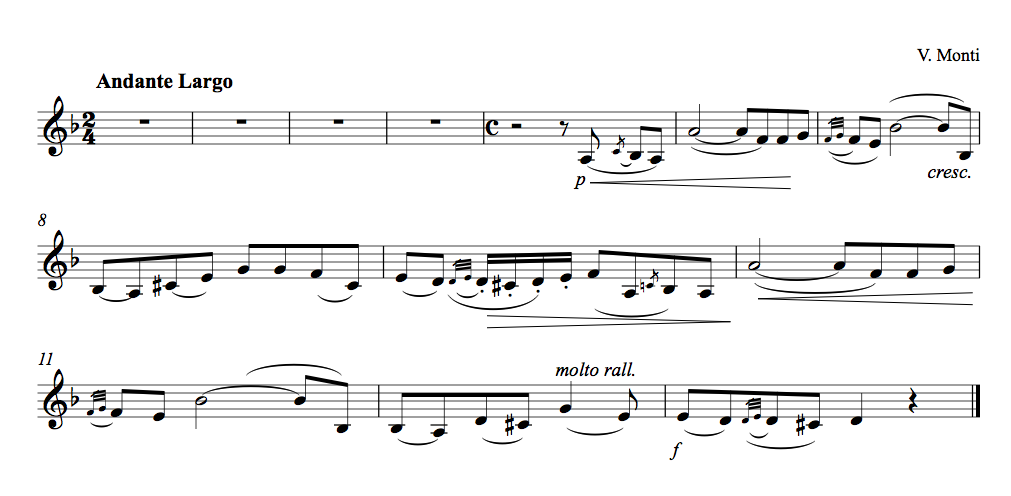
Die ersten 13 Takte des Csárdás

Csárdás (oder Czardas) ist vermutlich die bekannteste Komposition des italienischen Komponisten Vittorio Monti. Es wurde 1904 als Rhapsodie für Violine, Mandoline oder Klavier komponiert.
Die musikalische Basis des Stücks ist ein ungarischer Csárdás. Das Stück beginnt mit einer langsamen Einleitung in d-Moll, worauf ein schnelles Allegro vivo folgt. Nach einem weiteren Teil in D-Dur erfolgt eine Rückmodulation nach d-Moll, der Csárdás endet schließlich in D-Dur. Heute wird er gewöhnlich auf der Violine gespielt, aber auch auf zahlreichen anderen Instrumenten, wie z. B. dem Klavier, der Tuba oder gar auf Glasflaschen und befindet sich im Repertoire vieler Zigeunermusik-Kapellen. Die Spieldauer beträgt ca. 4:30 min.

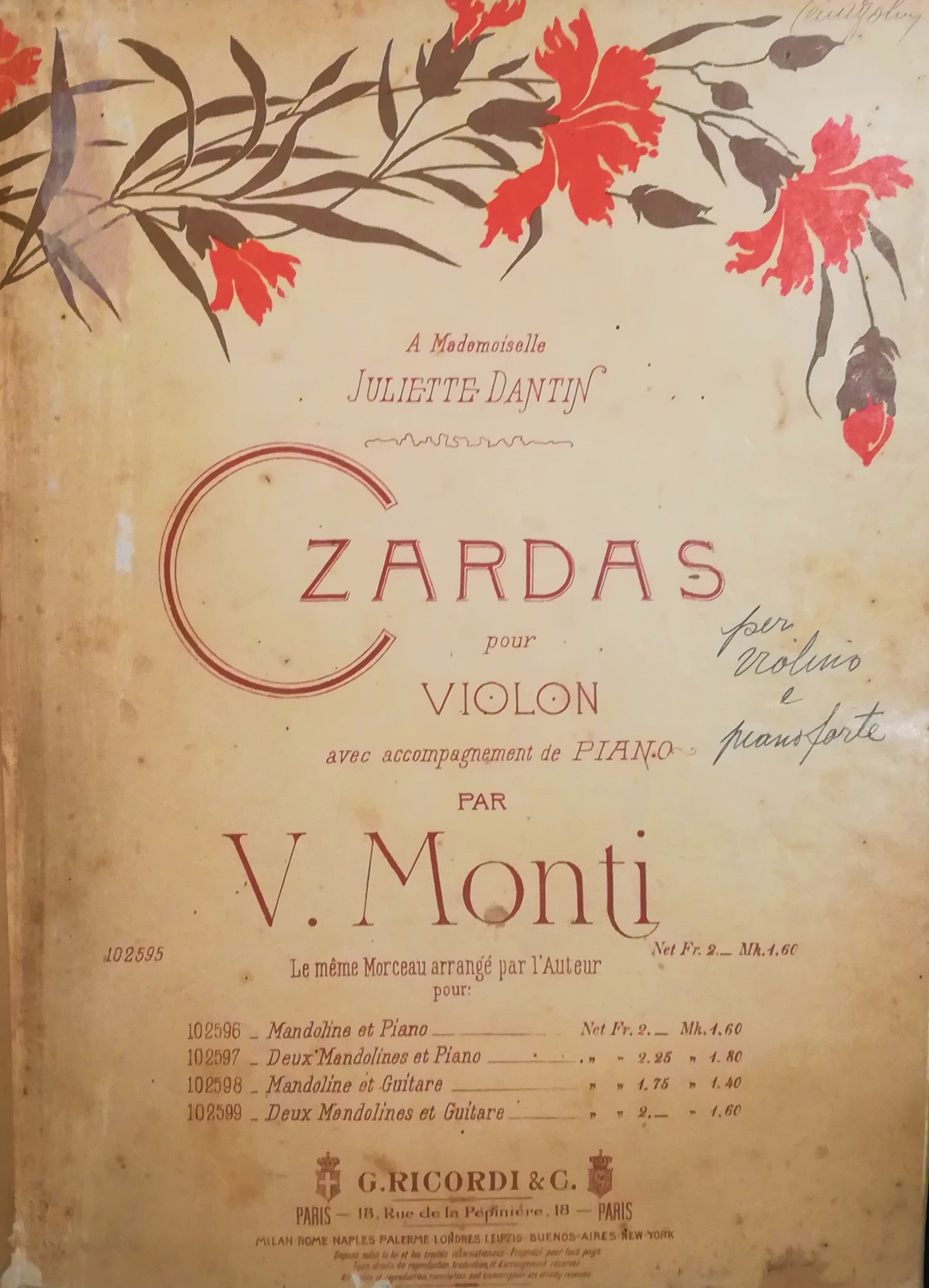
Titelblatt der Ausgabe von 1904, der Violinistin Juliette Dantin gewidmet

## Noten und Audiodateien
- Csárdás (Vittorio Monti): Noten und Audiodateien im International Music Score Library Project